# Juan José Baños Loinaz
Juan José Baños Loinaz (La Felguera, Langreo, Asturias, 16 de marzo de 1955) es un periodista y político español.

## Biografía
Se licenció en Ciencias de la Información en Periodismo en la Facultad de Ciencias de la Comunicación de la Universidad Autónoma de Barcelona.
Entró a trabajar en el periódico vasco Deia en 1977 tras obtener la licenciatura, como redactor, para posteriormente ser redactor jefe de la sección de deportes. En 1994 fue nombrado subdirector del periódico. Dos años después, en agosto de 1996 fue nombrado director hasta 2005, sucediendo a Iñaki González (1987-1996).
Ha sido patrono del Museo de Bellas Artes y miembro del Pleno de la Cámara de Comercio de Bilbao, y socio y director general de Business & Media (2005-2013).
También ha desempeñado cargos dentro del Gobierno Vasco. Fue director general de la sociedad pública Itelazpi desde 2013 hasta 2017, dentro de la Consejería de Gobernanza Pública.
El 4 de julio de 2018 fue elegido como uno de los diez miembros del Consejo de Administración de Radio Televisión Española por el Congreso de los Diputados, a propuesta del Partido Nacionalista Vasco, junto con Tomás Fernando Flores, Rosa María Artal, Cristina Fallarás, Concepción Cascajosa Virino y Víctor Sampedro Blanco, con un total de 177 votos (PSOE, Unidos Podemos, Partido Nacionalista Vasco, Esquerra Republicana de Catalunya, PDeCAT, Compromís, Nueva Canarias y Coalición Canaria). El consejo no llegó a constituirse.
En febrero de 2020 asumió la dirección general del Grupo Noticias y volvió a asumir la dirección del diario Deia.
Fue candidato en el concurso público organizado para elegir el nuevo Consejo de Administración de RTVE y fue elegido como candidato por el Congreso de Diputados el 25 de febrero de 2021 con el respaldo de los dos tercios de la cámara, siendo José Manuel Pérez Tornero de presidente del Consejo de Administración.